# 毕战
毕战（?—?），战国时期滕国大夫。
滕文公派毕战去向孟子请教井田制。孟子向滕文公说治理政事最重要的是重视民众，让民众稳定生产，合理征收年贡，加强对民众的教育。孟子对毕战说，井田制首要是公平划分，城中十分之一为赋，乡野中官府收取九分之一。一块井田九百亩，中间一百亩是公田，八家各有一百亩私田，共同照顾公田，耕作完公田，再经营私田。